# Антипин, Иван Алексеевич
Иван Алексеевич Антипин (укр. Іва́н Олексі́йович Анти́пін; 1921—2005) — лётчик 667-го штурмового авиационного полка 292-й штурмовой авиационной дивизии 1-го Штурмового Авиационного Корпуса 5-й Воздушной армии 2-го Украинского фронта, лейтенант, участник Великой Отечественной войны, Герой Советского Союза.

## Биография
Родился 11 сентября 1921 года в селе Красный Зилим (ныне — Архангельского района Башкортостана) в семье крестьянина. Русский.
Окончил 9 классов. Потом по специальному комсомольскому набору поступил учиться в аэроклуб города Белорецка.
В Красную Армии призван в апреле 1941 года Архангельским райвоенкоматом Башкирской АССР. Окончил Свердловскую военную авиационную школу пилотов (1941). На фронтах Великой Отечественной войны с октября 1942 года.
Лётчик 667-го штурмового авиационного полка 292-й штурмовой авиационной дивизии 1-го Штурмового Авиационного Корпуса 5-й Воздушной армии лейтенант Иван Антипин к началу 1944 года произвёл 89 успешных боевых вылетов на штурмовку живой силы и техники противника, участвовал в 16 воздушных боях, в которых лично сбил «Ю-87» и в группе — 6 вражеских самолётов. Уничтожил 20 танков, 125 автомашин с живой силой и грузами, 8 зенитно-артиллерийских батарей, взорвал 3 склада с горючим, 2 склада с боеприпасами, 9 автоцистерн с горючим и до 500 солдат и офицеров врага.
После войны И. А. Антипин продолжал службу в ВВС СССР. Член ВКП(б) / КПСС с марта 1945 года. В 1949 году окончил Высшую офицерскую школу штурманов, а в 1956 году — Военно-воздушную академию. Участвовал в Корейской войне.
С 1968 года полковник Антипин И. А. — в запасе, а затем в отставке. Жил в городе Луцке Волынской области Украины. Издал книгу в 2003 году на украинском языке «Мемуары войны». Заслуженному ветерану Правительством Украины было присвоено воинское звание «генерал-майор».
Антипин И. А. умер 21 декабря 2005 года. Похоронен в Луцке 23 декабря 2005 года.

## Награды
- Звание Героя Советского Союза с вручением ордена Ленина и медали «Золотая Звезда» (№ 1978) лейтенанту Антипину Ивану Алексеевичу присвоено Указом Президиума Верховного Совета СССР от 1 июля 1944 года[2]
- Орден Ленина (01.07.1944)
- Орден Красного Знамени (01.09.1943)[3]
- Орден Красного Знамени (30.09.1943)[4]
- Орден Александра Невского (22.02.1945)[5]
- Орден Отечественной войны 1-й степени (12.02.1944)[6]
- Орден Отечественной войны 1-й степени (06.04.1985)[7]
- Орден Отечественной войны 2-й степени (06.08.1944)[8]
- Орден Красной Звезды (30.12.1956)
- Медали

Из наградного листа И. А. Антипина:

«Участвовал в 16 воздушных боях с истребителями противника. В групповом бою имеет шесть сбитых истребителей противника и лично сбил Ю-87, летает в любых метеоусловиях и ночью. Восемь раз водил пару самолетов ИЛ-2 на разведку войск и техники противника в весьма сложных метеоусловиях, каждый раз отлично выполнял задание, доставлял ценные сведения о скоплении живой силы и техники противника.
Тов. Антипин посылается на самые сложные, самые ответственные участки для выполнения боевого задания».

## Память
- Имя Героя увековечено на гранитной стелле в Парке Победы в Уфе и на мемориальной доске в Белорецке.
- Бюст в Парке Победы в селе Архангельском.